# 23 Серпня (станція метро)
«23 Се́рпня» — 28-ма станція Харківського метрополітену. Розташована на Олексіївській лінії між станціями «Ботанічний сад» та «Олексіївська». До 21 грудня 2010, після відкриття станції «Олексіївська», була кінцевою.

## Технічна характеристика
Колонна трипрогінна станція мілкого закладення з острівною прямою платформою.

## Колійний розвиток
Станція з колійним розвитком — тристрілочний оборотний тупик з боку станції «Олексіївська».

## Оздоблення
Колійні стіни оздоблені ромбоподібними металоемалевими елементами рожевого кольору, на кожній колійній стіні по чотири мозаїчних панно, на яких схематично зображені краєвиди Харкова. Підлога оздоблена плитами зі світло-коричневого граніту, колони — світло-рожевим мармуром.

## Вихід у місто
Вихід зі станції розташований на розі проспекту Науки та вулиці 23 серпня.
Працюють 9 виходів зі станції до міста. Біля станції розташовані ринок «Павлове Поле», супермаркети. До 2011 року, біля одного з виходів зі станції, розташовувалася кінцева зупинка тролейбусного маршруту № 38), який прямував на Олексіївку; після введення в експлуатацію станції «Олексіївська» маршрут був закритий. З липня 2012 року існує пересадка на тролейбуси, які прямують на Олексіївку, вулицю Клочківську, Сокільники, лікарню швидкої й невідкладної допомоги, Лісопарк, Помірки, селище Литвинівка, а також у центр; автобуси міського та міжміського (маршрут № 343 до Золочева) сполучення.
На оборотному колі колишнього тролейбусного маршруту № 38 є можливість здійснити пересадку на безплатний автобус, який прямує до ТРЦ «Магелан», що знаходиться за Окружною дорогою, навпроти ТЦ «METRO».

## Галерея

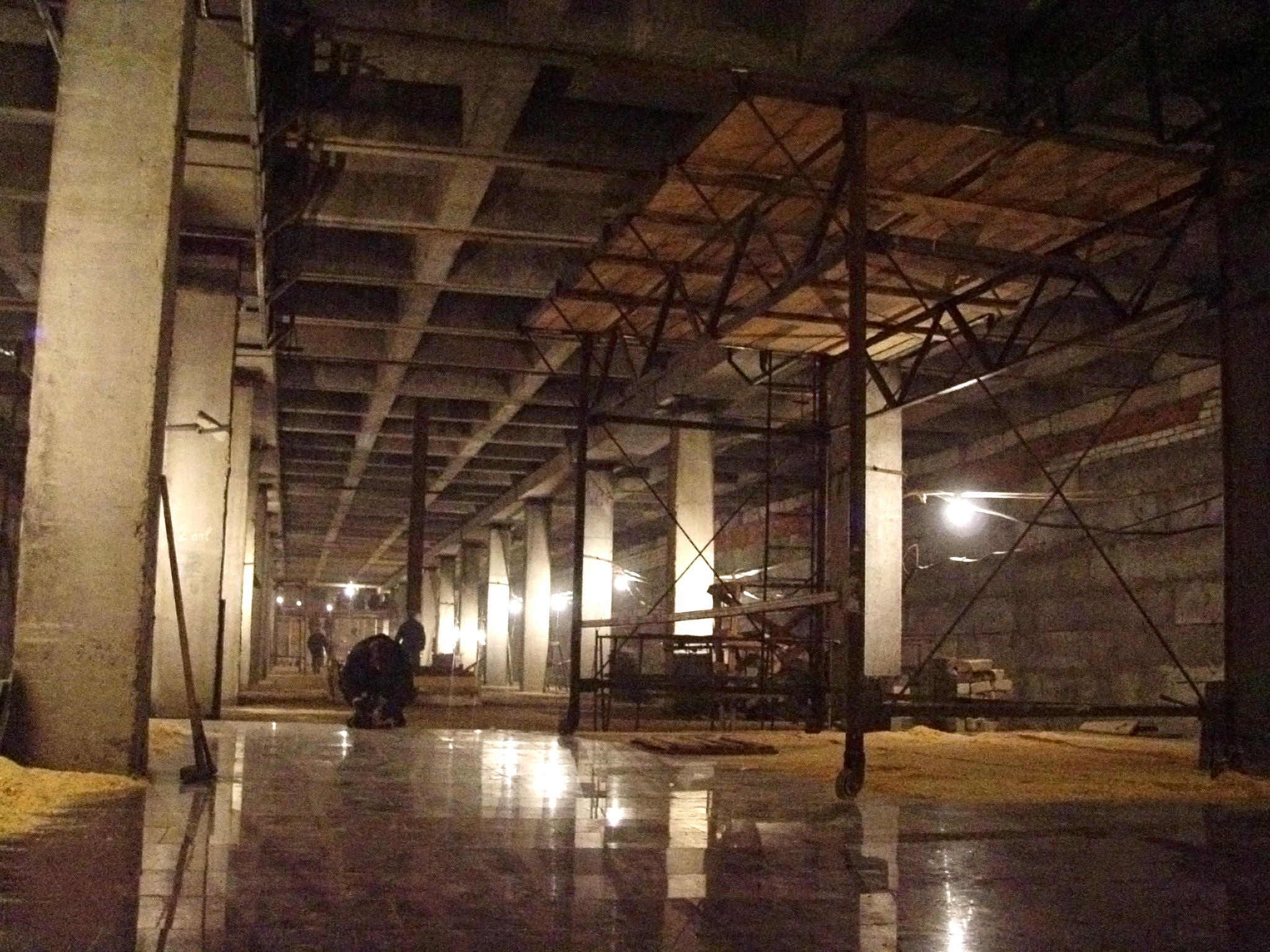
Будівництво станції
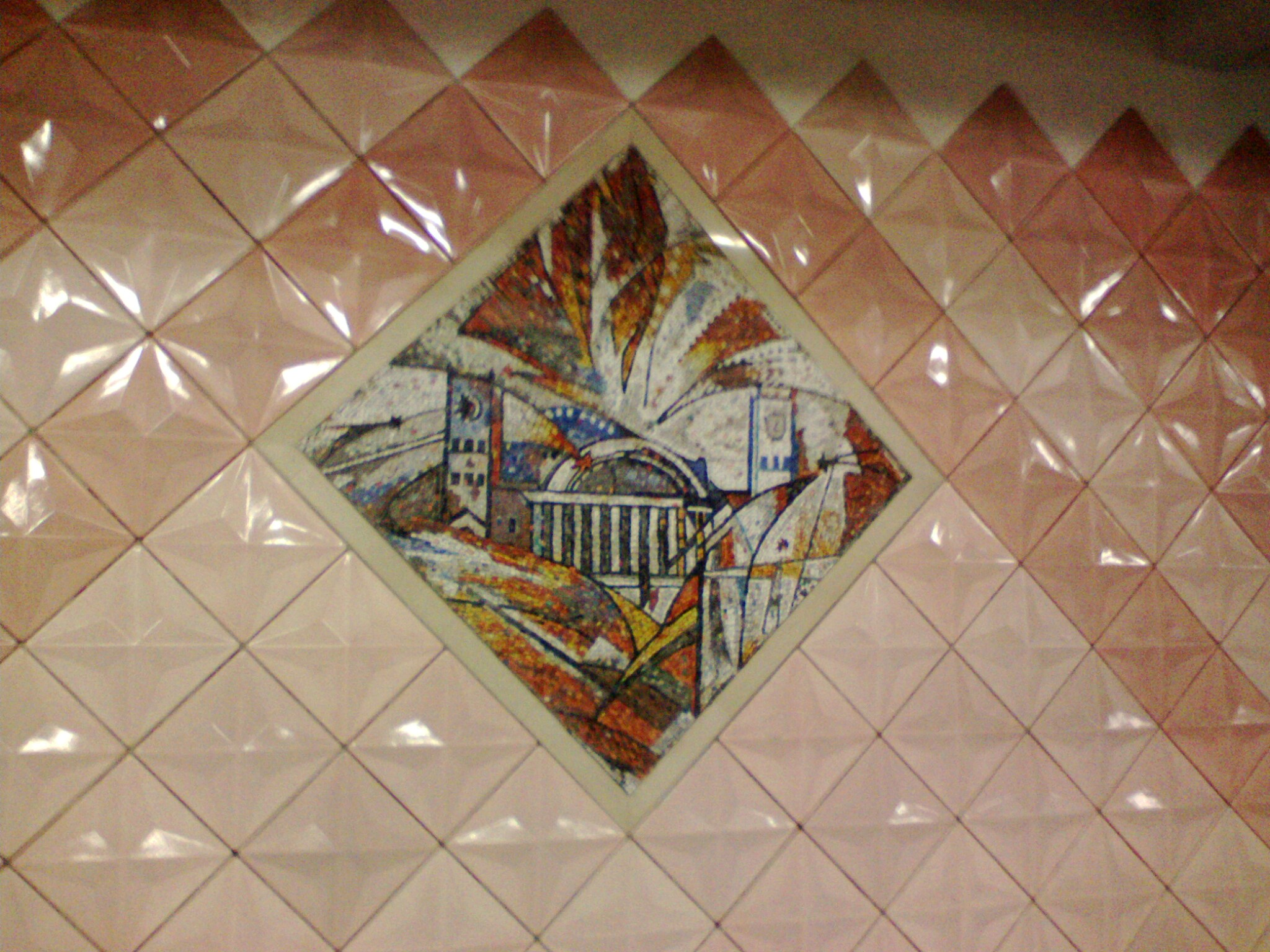
Одна з мозаїк на станції «23 Серпня»
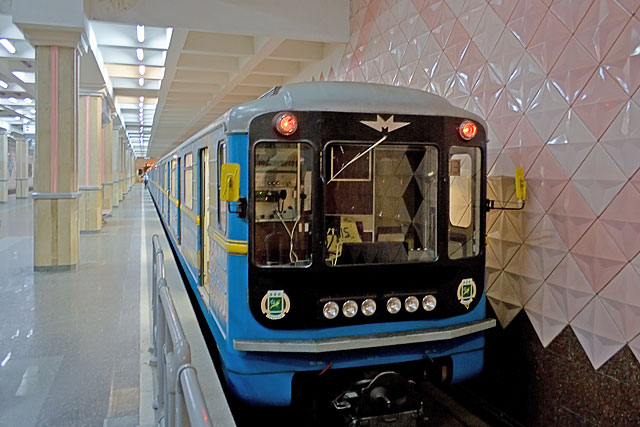
Поїзд на станції